# Малайзийско-ямайские отношения
Малайзийско-ямайские отношения — двусторонние международные отношения между Малайзией и Ямайкой.
Премьер-министр Ямайки Поршия Симпсон-Миллер и премьер-министр Малайзии Абдулла Ахмад Бадави выразили удовлетворение прогрессом двусторонних отношений между двумя странами и подтвердили свою приверженность укреплению этих отношений посредством обмена визитами и сотрудничества в экономической, технологической сферах, судоходстве, здравоохранении и образовании, а также среди других областей. Обе страны также являются членами Содружества Наций, Группы 77, Группы 15 и Движения неприсоединения.

## Экономические отношения
В 1995 году ямайский экспорт в Малайзию составил около 18 570 долларов, в то время как малайзийский экспорт на Ямайку составил 3 миллиона долларов. Ряд малайзийских инвесторов также начали изучать свои возможности на Ямайке, особенно в сфере туризма и других отраслей промышленности. Обе страны договорились изучить возможность создания совместного предприятия в нефтегазовой промышленности и совместно работают над строительством автомагистрали 2000, соединяющей Кингстон с Монтего-Бей. В 2005 году Ямайка направила запросы о найме малайзийских тренеров по нетболу, бадминтону и хоккею, взамен на отправку своих тренеров по лёгкой атлетике.